# Malála Júsufzajová
Malála Júsufzajová nebo Malála Júsufzaj (paštunsky ملاله یوسفزۍ‎; * 12. července 1997), je pákistánská bojovnice za lidská práva, zejména právo dívek na vzdělání, za což v roce 2014 získala Nobelovu cenu za mír.

## Život
Narodila se 12. července 1997 v městě Mingora, kde její rodina vlastnila několik škol. Proslavila se bojem za lidská práva, především za vzdělání žen, ve svém rodném údolí Svát v provincii Chajbar Paštúnchwá v severozápadním Pákistánu, kde bylo tamními stoupenci Tálibánu dívkám zakázáno docházet do škol. Její boj přerostl v mezinárodní hnutí. Za své vzory považovala Muhammada Alího Džinnáha a Bénázir Bhuttovou a značně ji inspirovaly i myšlenky a humanitární práce jejího otce Ziauddina Júsufzaje.
Koncem roku 2008 přišel Aamer Ahmed Khan a jeho kolegové z BBC Urdu s nápadem zpracovat a popsat rostoucí vliv Tálibánu ve Svátu formou románu. Rozhodli se požádat dívku školního věku, aby si anonymně vedla blog o svém životě tam. Jejich korespondent v Péšávaru – Abdul Hai Kakar, byl ve spojení s tamním učitelem Ziauddinem Júsufzajem, ale nepodařilo se mu najít studentky, které by byly ochotné se tohoto úkolu ujmout, protože v něm jejich rodiny viděly příliš velké riziko. Júsufzaj proto nakonec navrhl svou vlastní dceru, jedenáctiletou Malálu. V té době tálibánská vojska vedená Maulanem Fazlullahem přebírala vládu nad údolím Svát, přičemž zakazovala televizi, hudbu, dívkám přístup ke vzdělání a ženám chodit nakupovat.
Následující léto novinář Adam B. Ellick vytvořil pod vedením The New York Times dokument o Malálině životě, zatímco pákistánská vojska zasahovala v jejím regionu. Malála rozdávala rozhovory pro tisk i televizi a byla nominována na Mezinárodní dětskou cenu míru aktivistou Desmondem Tutu.
Júsufzajová byla 9. října 2012 zraněna tálibánským střelcem, když se ji pokusil zavraždit. Upadla do bezvědomí a v kritickém stavu byla převezena do Kardiologického institutu v Rávalpindí. Později se ale její stav zlepšil natolik, že byla převezena do Queen Elizabeth Hospital v Birminghamu. Pokus o vraždu vyvolal národní i mezinárodní vlnu podpory Júsufzajové. Deutsche Welle v lednu 2013 napsalo, že by se mohla stát „nejslavnější náctiletou na světě“. Týdny po pokusu o její vraždu skupina padesáti předních muslimských duchovních vydala fatvu proti těm, kteří se ji pokusili zabít.
Po svém zotavení se Malála stala přední aktivistkou za vzdělání. V Birminghamu založila svou vlastní neziskovou organizaci, kterou nazvala Malala Fund, a jako spoluautorka vydala celosvětový bestseller I am Malala. V roce 2015 byl o Júsufzajové natočen dokument He Named Me Malala, jenž se dostal do užšího seznamu možných nominací na Oscara. Časopis Times ji v letech 2013, 2014 a 2015 označil za jednu z nejvlivnějších osob světa. V roce 2012 získala vůbec první pákistánskou Národní cenu za mír a v roce 2013 jí byla udělena Sacharovova cena za svobodu myšlení. Roku 2014 obdržela spolu s Kajlášem Satjárthím Nobelovu cenu za mír za svůj boj proti útisku dětí a mladistvých a za právo na vzdělání pro všechny děti. V té době sedmnáctiletá se tak stala nejmladší držitelkou Nobelovy ceny vůbec. V letech 2013 až 2017 studovala na dívčí škole Edgbaston High School v Birminghamu. V roce 2017 jí bylo uděleno čestné občanství v Kanadě a stala se nejmladším člověkem, který kdy zasedal v kanadské sněmovně. V srpnu 2017 byla přijata ke studiu Lady Margaret Hall na Oxfordské univerzitě, aby studovala na bakalářský titul z filozofie, politologie a ekonomie.
V roce 2021 se provdala za manažera pákistánského kriketového svazu Assera Malika.

### Projev v OSN

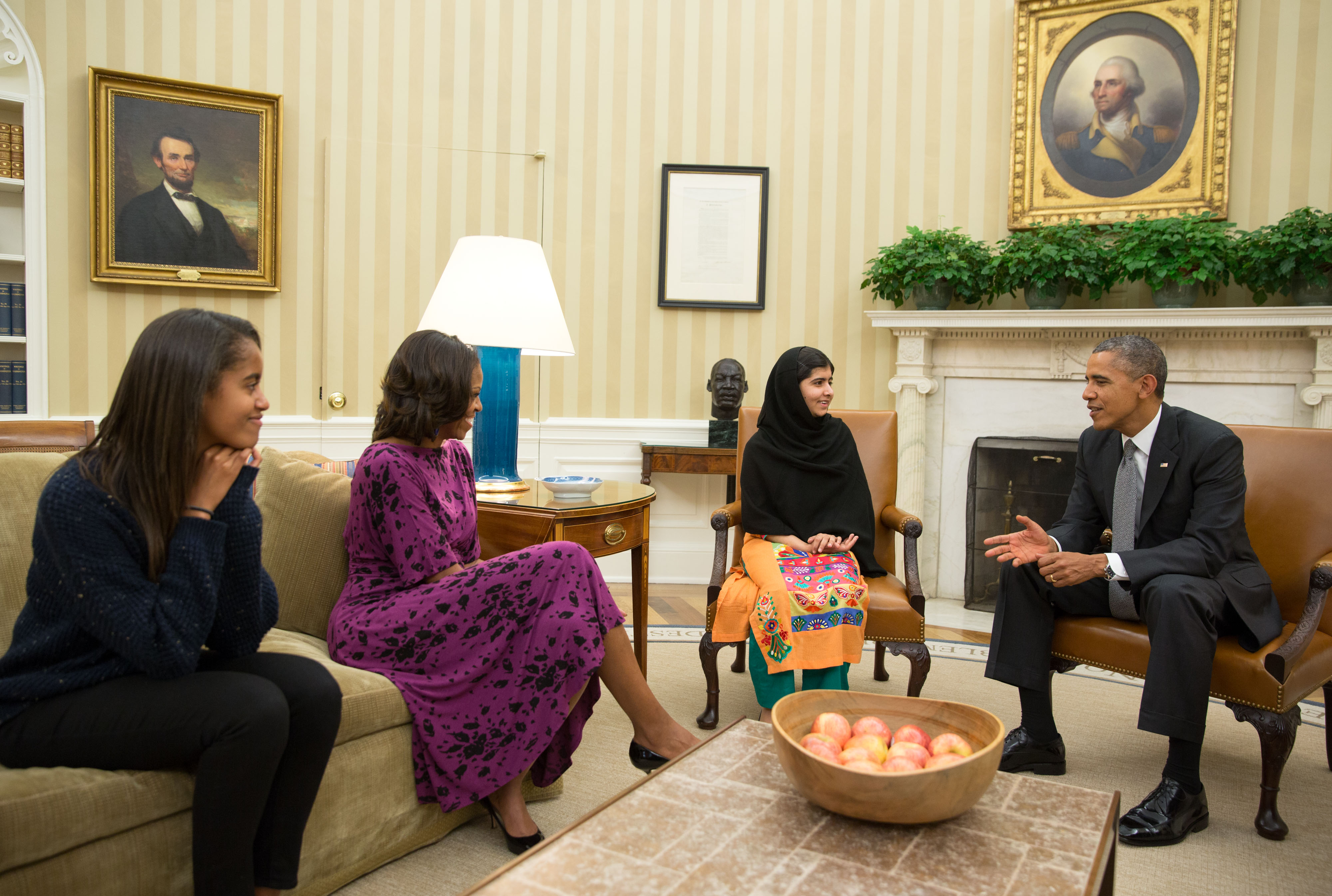
Malála Júsufzajová v Oválné pracovně, 11. října 2013

V den svých 16. narozenin přednesla řeč na půdě OSN v New Yorku, ve které apelovala na důležitost vzdělání pro miliony dětí, které dnes do škol chodit nemohou. Základní školu v současnosti podle BBC nemůže navštěvovat 57 milionů dětí na světě, a to zejména dívek. Ve vzdělání vidí možnost obrany proti radikálním myšlenkám. „Extremisté se knih bojí, síla vzdělání je děsí. Kniha a pero – to jsou naše nejsilnější zbraně,“ uvedla.